# 软叶大苞苣苔
软叶大苞苣苔（学名：Anna mollifolia）为苦苣苔科大苞苣苔属下的一个种。其种加词“mollifolia”意为“叶被柔毛的”。